# Kopf des Brutus
Der Kopf des Brutus ist eine Kohlezeichnung des Historienmalers Jacques-Louis David, die Lucius Iunius Brutus darstellt, den legendären ersten Konsul der Römischen Republik. Die Zeichnung gibt den Kopf einer Bronzebüste wieder, die als Kapitolinischer Brutus bekannt ist, und befindet sich heute im Britischen Museum in London.

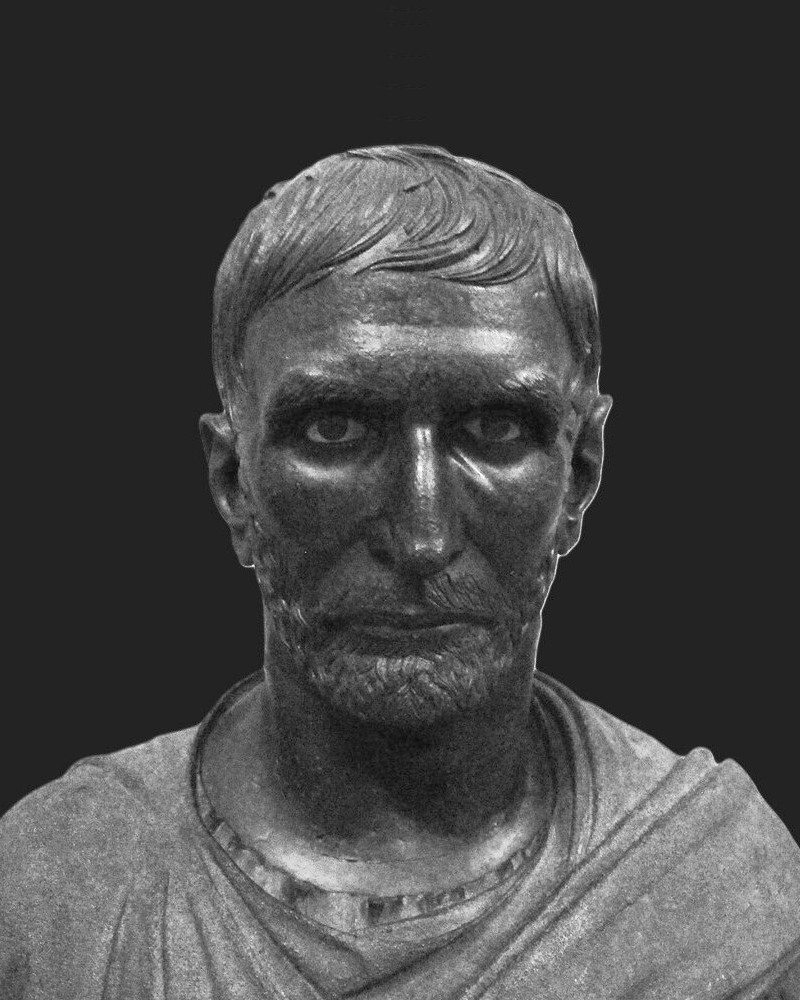
Der Kopf des Kapitolinischen Brutus

## Beschreibung
Die Zeichnung ist mit großem Nachdruck in schwarzer Kreide ausgeführt, einem heute noch weit verbreiteten Zeichenmittel. Schwarze Kreide besteht aus feinerdigem, durch Kohle schwarz gefärbtem Tonschiefer. Es handelt sich also nicht um eine Art von Kreide, sondern um einen inkohlten Ölschiefer. Schwarze Kreide haftet gut auf der Papieroberfläche, wodurch ein je nach Härtegrad der schwarzen Kreide feines, detailreiches Zeichnen ermöglicht wird.
Der Kopf der Brutusbüste wird in Frontalansicht gezeigt, die sich nicht auf die Wiedergabe der äußeren Form beschränkt wie viele andere Kopien aus der Neuzeit, sondern sich auf den psychologischen Ausdruck konzentriert. David verleiht dem Brutus edle Motive, aber auch eine grimmige Entschlossenheit. In den Details bleibt David allerdings seinem antiken Vorbild treu. Brutus wird dargestellt mit an der Stirn klebenden Haarlocken, einem kurz geschnittenen Bart und einer asymmetrischen Anordnung der Ohren. Nur der Kopf ist anders als bei der Brutusbüste leicht nach links geneigt.
Am unteren Rand hat David eine Widmungsinschrift verfasst, die allem Anschein nach den Beschenkten und das Schenkungsdatum nennt:
David a Granet. L’an 2.
David verschenkte also die Zeichnung im Jahr 2 des Revolutionskalenders, der infolge der französischen Revolution von 1789 eingeführt worden war und offiziell ab dem 22. September 1792 bis zum 31. Dezember 1805 galt. Für das Jahr 2 kommen zwei Zeiträume in Betracht. Zunächst wurde der Zeitraum zwischen dem 1. Januar 1793 und dem 21. September 1793 als Jahr 2 bezeichnet. Später setzte man den Anfang des Jahres 2 auf den 22. September 1793, den Jahrestag der Abschaffung der Monarchie, fest, so dass das Jahr 2 am 21. September 1794 endete.
Der Beschenkte war sehr wahrscheinlich François Omer Granet (1758–1821), ein Küfer aus Marseille, der 1792 in den Nationalkonvent gewählt wurde und dort an der Seite Davids arbeitete. Granet stimmte im Januar 1793 wie auch David für die Hinrichtung des Königs Ludwig XVI., obwohl er sich später gegen die radikale Politik von Robespierre stellte. Im Juni und Juli 1794 arbeitete Granet gemeinsam mit David an einem Projekt für die Dekoration des Tuileriengarten. Insofern kommen sowohl 1793 als auch 1794 als Schenkungsjahr in Betracht.

## Entstehung
Die Zeichnung ist wahrscheinlich in Italien auf Davids zweiter Romreise zwischen Oktober 1784 und August 1785 entstanden. Zu dieser Zeit wurde die Bronzebüste im Konservatorenpalast auf dem Kapitol ausgestellt und war schon damals sehr populär, da man den Dargestellten mit dem republikanischen Helden und ersten Konsul Lucius Iunius Brutus identifizierte, der maßgeblich an der Vertreibung des letzten etruskischen Königs Tarquinius Superbus im Jahr 509 v. Chr. beteiligt gewesen sein soll. Ungeklärt ist, ob David zu diesem Zeitpunkt Brutus als tugendhaften Staatsmann oder schon als Vorkämpfer für die Abschaffung der Monarchie und Errichtung einer Republik auffasste.

## Hintergrund

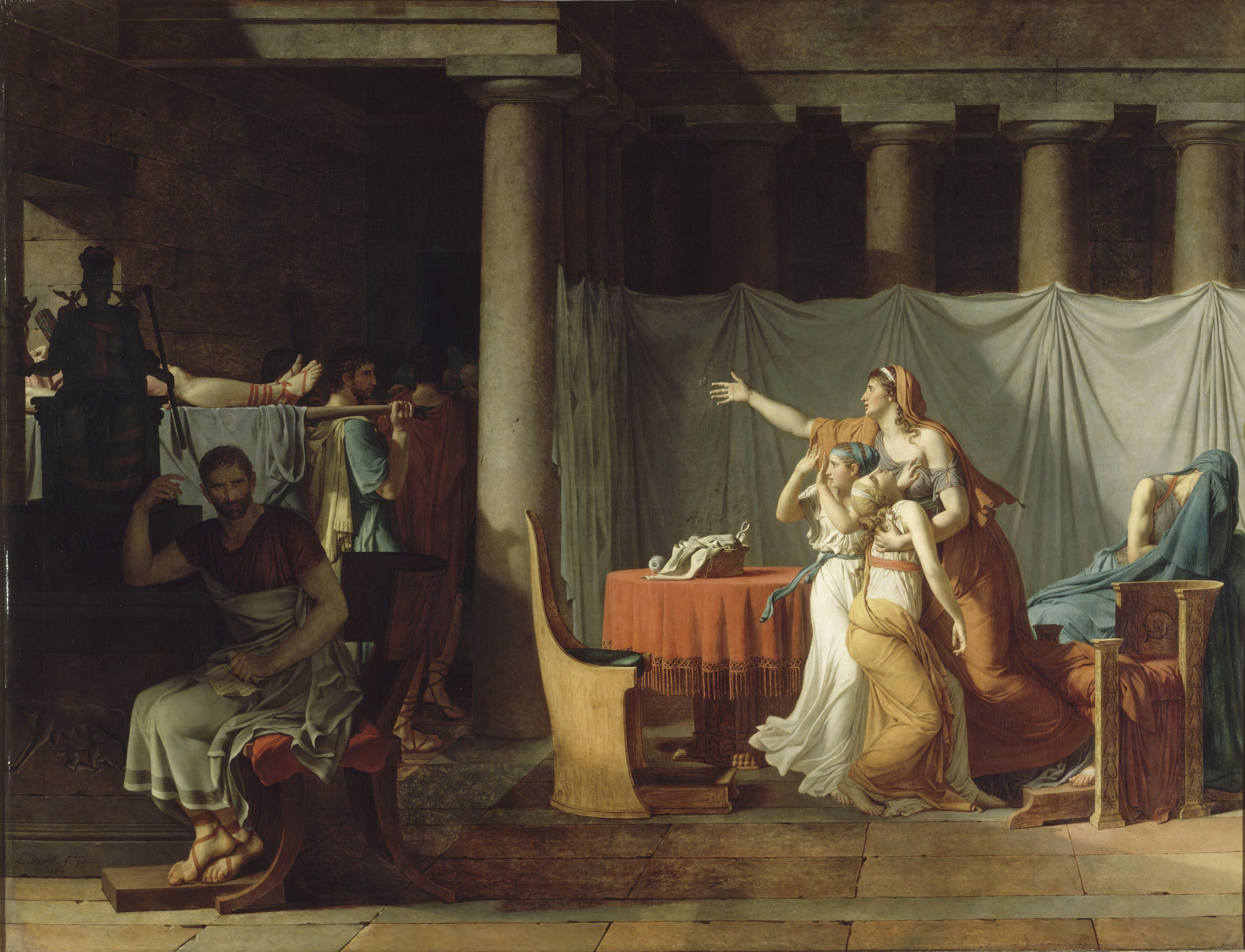
Jacques-Louis David: Die Liktoren bringen Brutus die Leichen seiner Söhne (1789)

1787 erhielt David den königlichen Auftrag, für den Salon de Paris ein Gemälde anzufertigen, das dem zeitgemäßen Geschmack entsprechend ein antikes Sujet zeigt und die Tugendhaftigkeit zum Thema hat. David entschied sich mit Die Liktoren bringen Brutus die Leichen seiner Söhne für eine Thematik, die später die moralischen Grundsätze der jungen Republik verkörpern sollte. Nachdem Brutus Rom von der Monarchie befreit hatte, musste er feststellen, dass seine beiden Söhne in eine Verschwörung zur Wiederherstellung des Königtums verwickelt waren. Er blieb bei seiner Überzeugung und ordnete ihre Hinrichtung an. Diese prinzipientreue, aber zugleich unmenschliche Tat steht im Mittelpunkt von Davids Gemälde, das er im Revolutionsjahr 1789 vollendete.

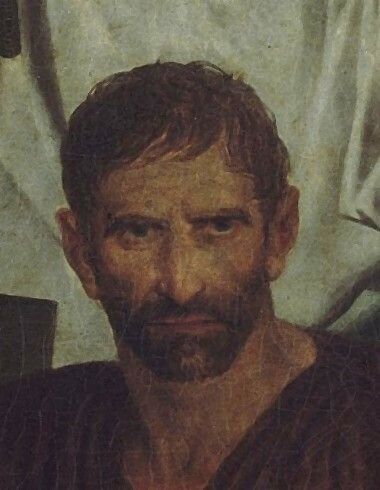
Detail aus Die Liktoren bringen Brutus die Leichen seiner Söhne mit dem Kopf des Brutus

Obwohl die Komposition viele Entwicklungsstufen durchlief, ging man immer davon aus, dass Davids Vorstellung von seinem Protagonisten tief in den edlen und doch grimmigen Zügen des kapitolinischen Brutus verwurzelt war und der Kopf der Büste die Grundlage für den Kopf des Brutus in Davids Gemälde bildete. Die vorliegende Zeichnung scheint diese Verbindung zu bestätigen, da der Brutus aus dem Gemälde deutlich die Züge der Brutus-Zeichnung widerspiegelt. 
Auf dem Höhepunkt der Terrorherrschaft im Sommer 1794 waren Brutus-Abbildungen allgegenwärtig in Form von Büsten, Drucken, Porzellan und Theateraufführungen. Das Bild von Brutus wurde zum Synonym für Patriotismus und die Aufopferung für die republikanische Sache. Eine Kopie der kapitolinischen Büste stand neben dem Rednerpult im Sitzungssaal des Nationalkonvents, in denen Hinrichtungen im Namen der Republik angeordnet wurden. Für David und Granet, die an vielen dieser Sitzungen teilnahmen, muss die Büste eine ständige Erinnerung an die Bedeutung und Schwere ihrer Aufgabe gewesen sein. Die Brutus-Zeichnung wäre ein passendes Geschenk für den Sommer 1794 gewesen.

## Provenienz
Die Zeichnung wurde im Jahr 2000 bei Christie’s zum Verkauf angeboten. Die Kunsthandelsgesellschaft P. & D. Colnaghi & Co. erwarb das Werk für das Britische Museum. Die Bezahlung des Kaufpreises wurde durch Spenden ermöglicht. Die Zeichnung befindet sich heute unter der Registrierungsnummer 2000,0929.11 in der Abteilung für Drucke und Zeichnungen.